# Katastrofa kolejowa w Babach (2011)
Katastrofa kolejowa w Babach – wypadek kolejowy, do którego doszło 12 sierpnia 2011 roku około godziny 16:15 niedaleko stacji kolejowej Baby przy wsi Kiełczówka (województwo łódzkie). W wyniku wykolejenia pociągu pasażerskiego TLK relacji Warszawa Wschodnia – Katowice na miejscu zginął 52-letni mężczyzna, a 81 osób zostało rannych, z których w szpitalu zmarła 63-letnia kobieta.
Wykoleiła się lokomotywa EP07-1034, która uderzyła w nasyp. Z czterech wagonów z torów wypadł i przewrócił się wagon, który znajdował się bezpośrednio za lokomotywą. W ciągu kilku minut od zdarzenia zjawiły się karetki pogotowia oraz służby ratunkowe straży pożarnej z pobliskich wsi oraz miast (m.in. z Piotrkowa Trybunalskiego, Tomaszowa Mazowieckiego i Łodzi). W akcji wzięły też udział śmigłowce Lotniczego Pogotowia Ratunkowego. Naprawa infrastruktury kolejowej trwała trzy tygodnie, a przez kilka dni odcinek trasy był zablokowany.
Za ofiarny udział w akcji ratowniczej minister spraw wewnętrznych i administracji nadał trzem strażakom wyższe stopnie służbowe.

## Dochodzenie
Maszynista został aresztowany na dwa miesiące i oskarżony o spowodowanie katastrofy w ruchu lądowym. Sąd Okręgowy w Piotrkowie Trybunalskim uwzględnił zażalenie obrony i uchylił areszt, wyznaczając środek zapobiegawczy w postaci poręczenia majątkowego. Wcześniej poręczenia za aresztowanego maszynistę skierowali do sądu poseł Prawa i Sprawiedliwości Jerzy Polaczek i były prezes PKP Intercity Czesław Warsewicz.
W 2015 roku maszynista Tomasz G. został uznany wyłącznym winnym katastrofy i prawomocnie skazany na trzy lata i trzy miesiące pozbawienia wolności za przekroczenie prędkości oraz niezatrzymanie się. Według śledczych przyczyną wypadku była nadmierna prędkość pociągu podczas przejazdu przez rozjazd, na który wjechał z prędkością 113 km/h. Biegli stwierdzili, że w miejscu wypadku pociąg mógł jechać najwyżej 40 km/h. Maszynista powoływał się na błędy wyświetlanej sygnalizacji, jednak w takim wypadku miał obowiązek zatrzymać pociąg. W kwietniu 2016 roku Sąd Najwyższy oddalił kasację – nie dopatrzył się rażących uchybień prawa będących podstawą do ewentualnej kasacji, tym samym orzeczenie stało się ostateczne.
Orzeczenia sądów spotkały się z protestami Związku Zawodowego Maszynistów. Związkowcy podnosili, że sąd zawierzył „stronniczemu raportowi Państwowej Komisji Badania Wypadków Kolejowych oraz Instytutowi Kolejnictwa, będącemu sędzią we własnej sprawie, gdyż opracowuje, opiniuje i wdraża na sieci PKP PLK SA urządzenia sterowania ruchem kolejowym”.
4 lipca 2016 roku Tomasz G. stawił się w zakładzie karnym do odbycia kary. Został przedterminowo zwolniony 6 listopada 2018 roku.
Według raportu PKBWK był to poważny wypadek kat. A06

## Kontrowersje
W 2019 roku Karol Trammer w książce „Ostre cięcie” podważył ustalenia Państwowej Komisji Badania Wypadków Kolejowych w sprawie wypadku. Według niego, nie skupiono się na zbadaniu różnic między słowami maszynisty tuż po wypadku a zapisem rozmów z radiotelefonu na stacji w Babach, przyjmując słowa wypowiedziane przez maszynistę tuż po wykolejeniu jako przyznanie się do winy. Trammer stwierdził, że PKBWK miała również pominąć dwie inne wersje wypadku, czyli błąd sygnalizacji – na co miały wskazywać zeznania maszynisty TLK i zdarzenie z 18 kwietnia 2012 roku – oraz błąd dyżurnego ruchu stacji Baby, spowodowany chaosem w prowadzeniu ruchu pociągów, nadmiaru pracy i złamaniem zasad bezpieczeństwa. W takich warunkach maszynista powinien zostać uniewinniony zgodnie z zasadą in dubio pro reo (w wypadku wątpliwym należy orzec na korzyść oskarżonego).